# ینس کویستگارد
ینس کویستگارد (به دانمارکی: Jens Quistgaard)؛ (زادۀ ۲۳ آوریل ۱۹۱۹ میلادی – درگذشتۀ ۴ ژانویۀ ۲۰۰۸ میلادی) یک طراح و مجسمه‌ساز اهل دانمارک بود که عمدتاً به خاطر کارش برای شرکت آمریکایی دانسک دیزاینز شناخته می‌شود، جایی که او از سال ۱۹۵۴ میلادی و برای سه دهۀ بعد طراح اصلی آن بود.
با وجود اینکه مجسمه‌ساز بود و در صنایع دستی سنتی کار می‌کرد، به سرعت به عنوان یک طراح صنعتی حرفه‌ای را پایه‌گذاری کرد. از اواسط دههٔ ۱۹۵۰ میلادی، طرح‌های ظروف و ظروف آشپزخانه او مترادف با مدرن اسکاندیناوی شد و به میلیون‌ها خانه در ایالات متحدهٔ آمریکا، اروپا و ژاپن راه یافت. با گرایش بین‌المللی و موفقیت خود، او پیشگام بود، و برای جایگاهی که طراحی دانمارکی در ذهن بسیاری از آمریکایی‌ها به دست آورد، اهمیت زیادی داشت.
او در سال ۱۹۵۸ میلادی جایزۀ نیمان مارکوس را دریافت کرد و در سال‌های بعد در موزه‌های بزرگ اروپا و آمریکا نمایندگی داشت. بسیاری از آثار ینس کویستگارد هنوز هم امروزه تولید می‌شوند.

## اوایل زندگی و آموزش
ینس کویستگارد در یک خانۀ هنری در کپنهاگ بزرگ شد و در دوران کودکی استعدادهای هنری غیرمعمولی از خود نشان داد. کار با صنایع دستی از آشپزخانه مادرش شروع شد و در آنجا برای خود کارگاه کوچکی با گیره و سندان درست کرد. او در اینجا جواهرات، چاقوهای شکاری، کیف‌ها و سرامیک‌هایی را تولید می‌کرد. هنگامی که او جوان بود، ینس کویستگارد را اغلب در آهنگری‌ها، نجار‌ی‌ها یا کارگاه‌های روستا می‌یافتند، و در اینجا بود که او مهارتی را به دست آورد که بعدها برای تولید مدل‌های چوب، فلز، سرامیک و شیشه استفاده کرد. او به عنوان مجسمه‌ساز توسط پدرش، هارالد کویستگارد (۱۹۷۹–۱۸۸۷ میلادی) آموزش دید و بعداً به عنوان رسام و نقره‌ساز در مدرسۀ فنی در کپنهاگ تحصیل کرد. در دوران اشغال دانمارک، او در جنبش مقاومت فعال بود.

## حرفه

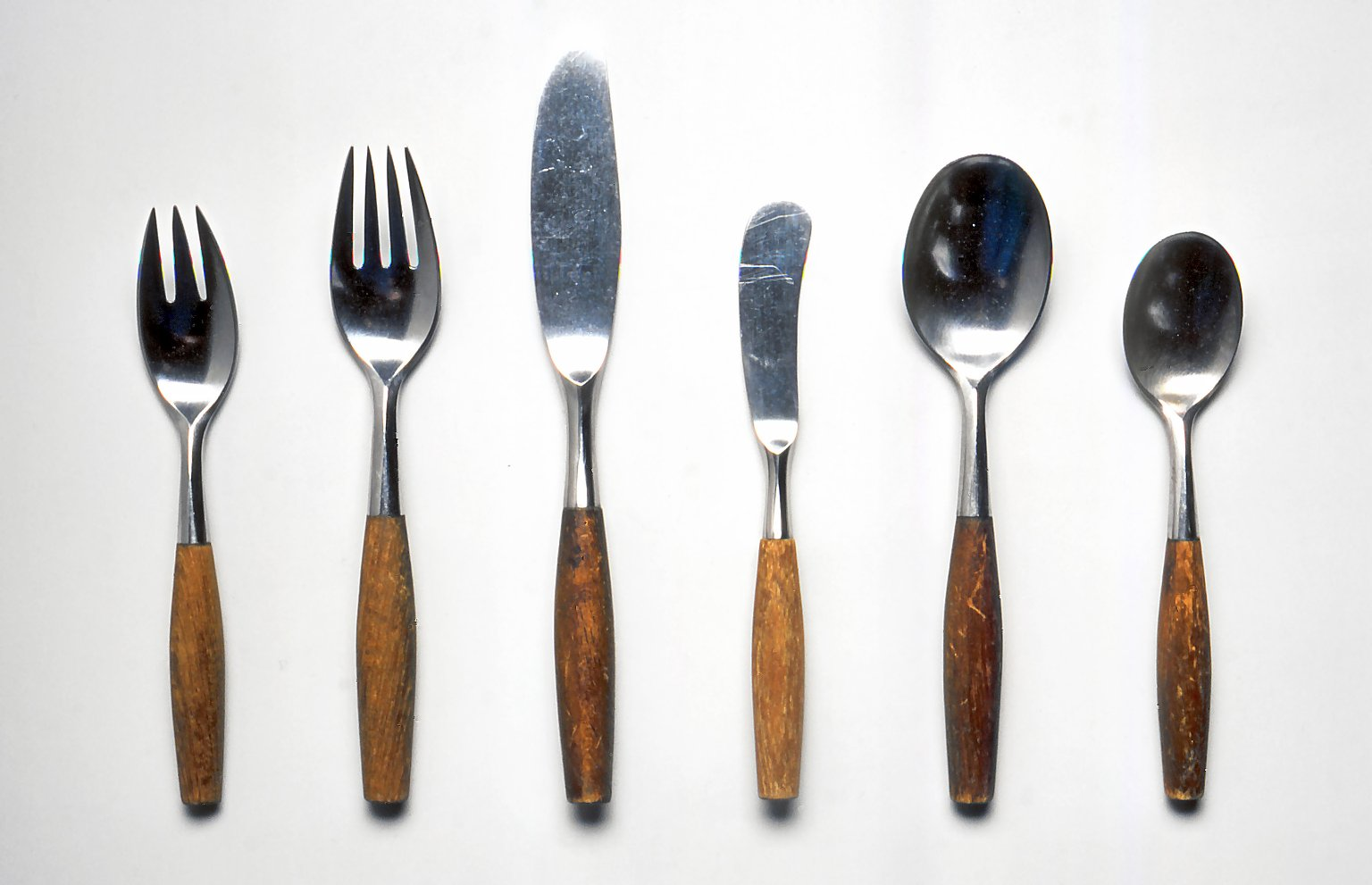
ظروف تخته‌ای با الگوی فیورد (فلات)، توسط: کویستگارد

کویستگارد کار خود را با طراحی پرتره آغاز کرد. او همچنین جواهرات، چاقوهای شکاری، آثار سرامیکی، شیشه و طراحی گرافیکی را در قالب مونوگرام، آرم‌های شهری و مانند آن تولید می‌کرد. در پایان دهۀ ۱۹۴۰ میلادی تولیدات او شامل کارد و چنگال نقره‌ای و فولادی برای شرکت‌های مختلف بود، از جمله مجموعۀ قاشق چنگال نقره‌ای شامپاین (۱۹۴۷ میلادی برای او.وی. موگنسن) و ظروف آشپزخانه از جنس استیل برای رادوارد، از جمله دربازکن قوطی بالۀ کوسه کوچک در سال ۱۹۵۰ میلادی. پیشرفت او به عنوان یک طراح صنعتی در سال‌های ۱۹۵۴–۱۹۵۳ میلادی اتفاق افتاد، زمانی که که او مجموعۀ کارد و چنگال فیورد (فلات) را طراحی کرد، اولین مجموعۀ کارد و چنگال که فولاد ضدزنگ را با دسته‌های چوب ساج ترکیب می‌کرد.
تقریباً در همان زمان او یک قابلمه از چدن برای ریخته‌گری آهن یونایتد طراحی کرد. تابه با نام آنکر-لاین به بازار عرضه شد و در سال ۱۹۵۴ میلادی در سه‌سالانه، میلان مدال طلا دریافت کرد. در همان سال، کویستگارد جایزۀ لانینگ را نیز دریافت کرد. سال ۱۹۵۴ میلادی همچنین سالی بود که تد نیرنبرگ تاجر آمریکایی از اروپا دیدن کرد و به دنبال طراحی با استعدادی بود که می‌توانست در ایالات متحدۀ آمریکا راه‌اندازی شود. پس از دیدن مجموعۀ کارد و چنگال فیورد (فلات) در موزۀ هنر و طراحی دانمارک در کپنهاگ، او به دنبال طراح بود و ملاقات آن‌ها منجر به تأسیس شرکت آمریکایی دانسک دیزاینز با کویستگارد به عنوان طراح اصلی شد.

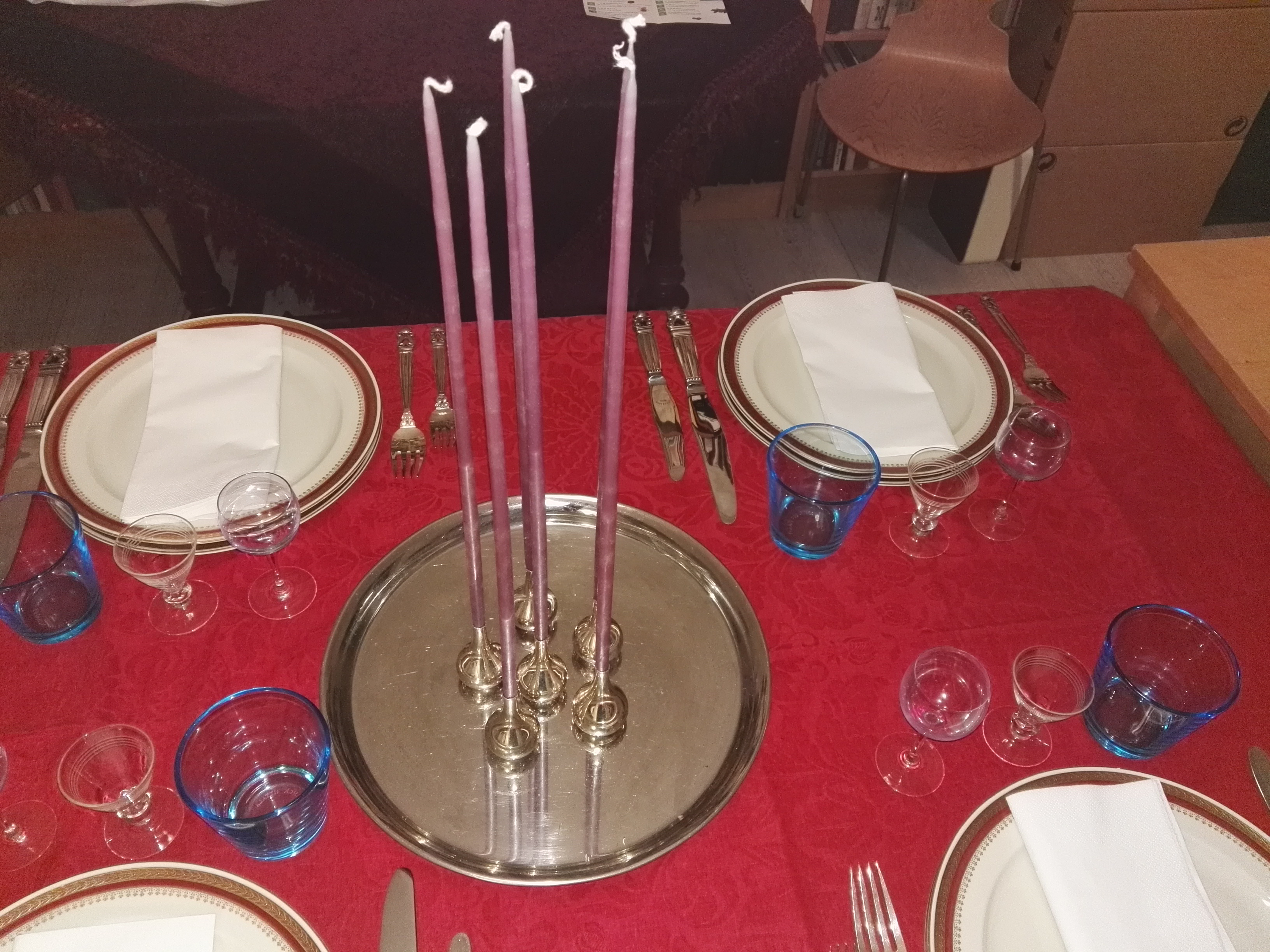
چیدمان میز با شمعدان‌های برنجی کویستگارد

قبلاً در اواخر سال ۱۹۵۴ میلادی، فیورد (فلات) در نیویورک معرفی شد و سال پس از آن، مجموعۀ قابلمه‌های رنگارنگ کوبن‌استایل. طرح‌های کویستگارد از ابتدا در ایالات متحدۀ آمریکا موفقیت بزرگی بود و به سرعت با یک سری از طرح‌های ظروف غذاخوری و آشپزخانه ادامه یافت: کارد و چنگال از نقره و فولاد دست‌ساز؛ پارچ و قابلمه از فولاد، مس و چدن؛ ظروف سفالین سنگ‌نما؛ شیشه؛ سینی‌ها، کاسه‌ها، آسیاب‌های فلفل و اشیاء دیگر با انواع چوب ساج و چوب‌های عجیب و غریب، و همچنین شمعدان‌هایی از برنج، نقره و چدن.
کویستگارد بسیار مولد بود و برای طرح‌های دانمارکی به تنهایی بیش از ۴۰۰۰ محصول را طراحی کرد. این محصولی است که طیف وسیعی از مواد و اقلام کاربردی را در بر می‌گیرد و از این فلسفه سرچشمه می‌گیرد که وسایل کاربردی آشپزخانه و میز باید به‌ طور هماهنگ با هم کار کنند. چیدمان میز و چیدمان با طرح‌های کویستگارد از اواخر دههٔ ۱۹۵۰ میلادی و در طول دههٔ ۱۹۶۰ میلادی با «زندگی مدرن» و سبک اسکاندیناوی منطبق شد. جایی که خطوط تمیز، فرم مجسمه‌وار و مواد طبیعی دست به دست هم دادند.